# Forteau
Forteau es un pueblo canadiense situado en la provincia de Terranova y Labrador.

## Superficie
Forteau tiene una superficie de 7,5 km².

## Demografía
En 2021, tenía 377 habitantes, una densidad poblacional de 50,3 hab./km², y 181 viviendas.